# Thymophylla concinna
Thymophylla concinna là một loài thực vật có hoa trong họ Cúc. Loài này được (A.Gray) Strother miêu tả khoa học đầu tiên năm 1986.